# Stenaulorhynchus
Lo stenaulorinco (gen. Stenaulorhynchus) è un rettile erbivoro estinto, appartenente ai rincosauri. Visse nel Triassico medio (Anisico, circa 244 milioni di anni fa) e i suoi resti fossili sono stati ritrovati in Africa orientale (Tanzania).

## Descrizione
Il corpo di questo animale era piuttosto tarchiato, con quattro arti sporgenti e robusti. Stenaulorhynchus era lungo circa un metro e mezzo e, come gran parte dei rincosauri, era dotato di un poderoso becco arcuato. Erano presenti molti denti mascellari nella superficie mediale della mascella; i denti nella parte occlusale erano di piccole dimensioni, e ogni fila longitudinale era formata da un gran numero di elementi. Rispetto a forme successive come Hyperodapedon, il cranio di Stenaulorhynchus possiede meno specializzazioni ed è meno robusto e massiccio.

## Classificazione
Il genere Stenaulorhynchus venne descritto per la prima volta nel 1932 da Sidney Henry Haughton, sulla base di resti fossili ritrovati nella formazione Manda in Tanzania. Haughton attribuì i vari fossili a due specie diverse, Stenaulorhynchus stockleyi e S. major; attualmente, solo la prima è considerata valida. Una specie di rincosauro proveniente dall'Anisico dell'India (Mesodapedon kuttyi) è stata a volte attribuita a S. stockleyi (Dilkes, 1998), ma è solitamente considerata valida in un genere a sé stante. 

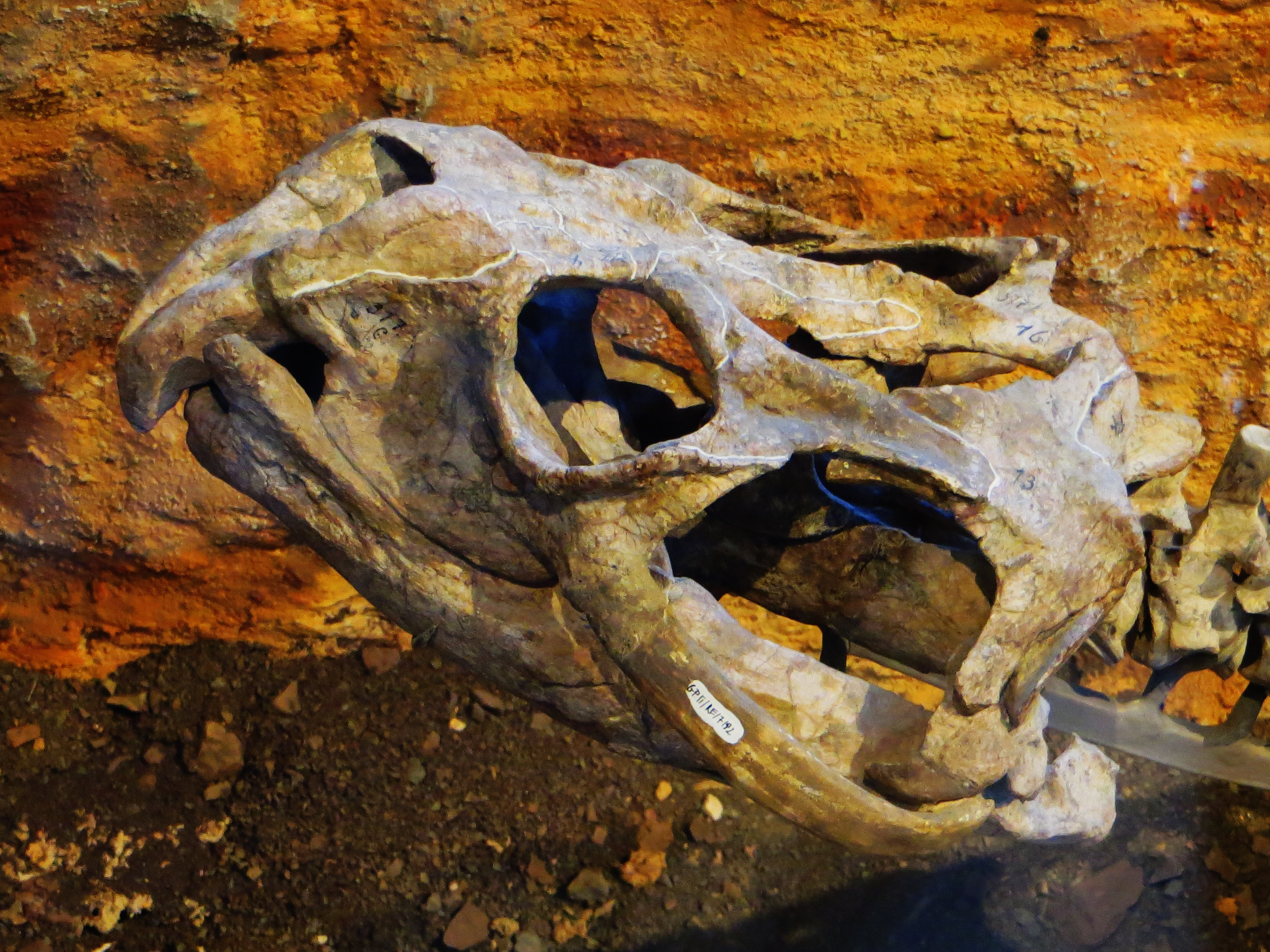
Cranio di Stenaulorhynchus stockleyi

Stenaulorhynchus fa parte dei rincosauri, un gruppo di arcosauromorfi tipici del Triassico, caratterizzati da grossi becchi e da corpi poderosi. In particolare, Stenaulorhynchus è il genere eponimo degli Stenaulorhynchinae, un clade comprendente rincosauri dalla posizione evolutiva intermedia tra i più antichi e primitivi rincosauri (ad esempio Mesosuchus) e i più evoluti membri del gruppo, come Hyperodapedon e Isalorhynchus. 

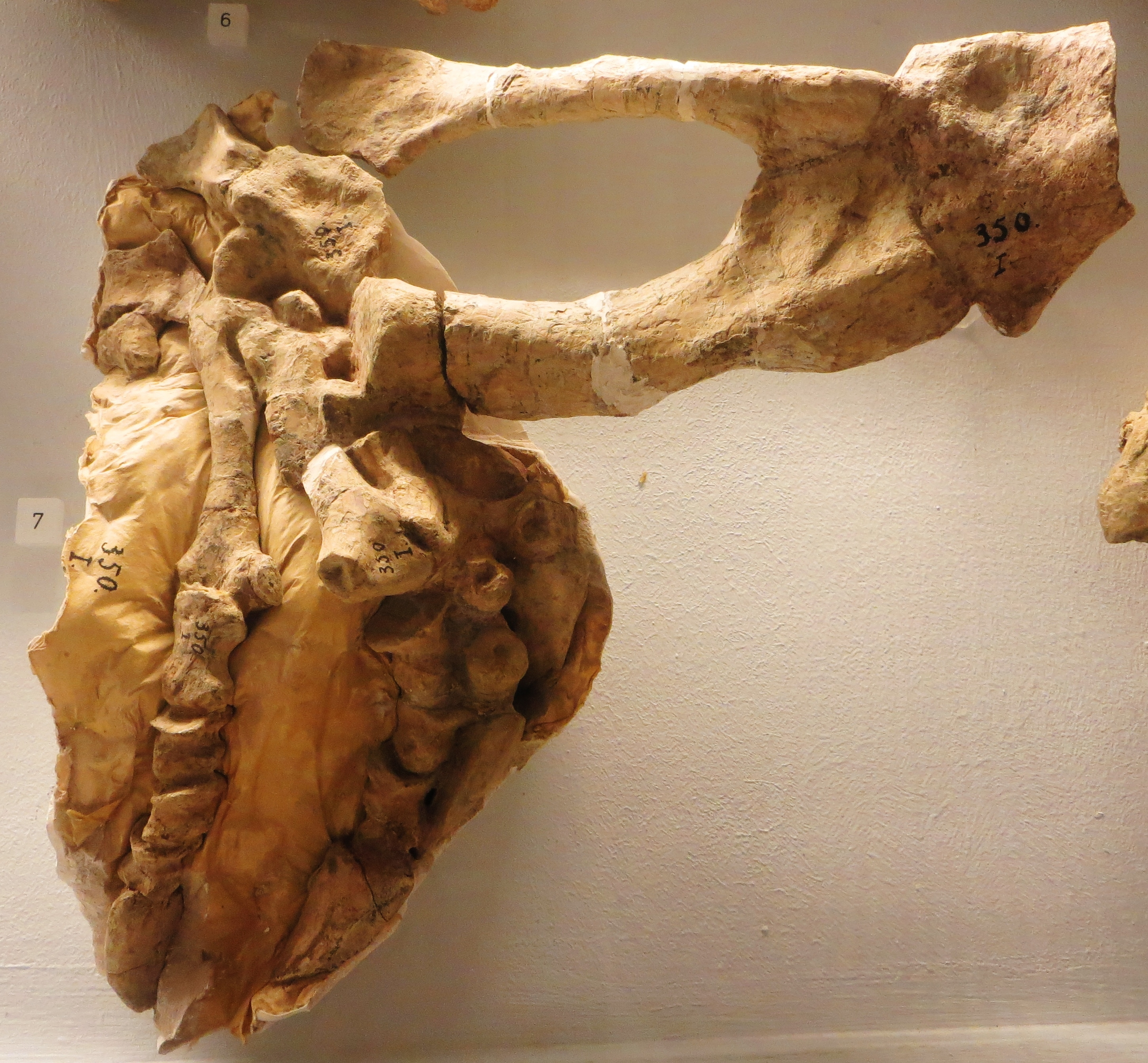
Zampa posteriore di Stenaulorhynchus stockleyi

## Paleobiologia
Uno studio istologico pubblicato nel 2016 riguardo agli arti di Stenaulorhynchus stockleyi ha indicato che questo animale possedeva un tessuto osseo dal tasso di crescita relativamente lento. Femore e tibia erano costituiti da tessuto osseo composto da fibre parallele moderatamente vascolarizzate, che diventa avascolare e più lamellare mano a mano che si avvicina al periostio. La distanza tra i segni di crescita si attenua notevolmente con l'aumentare dell'età, e ciò suggerisce una crescita determinata per Stenaulorhynchus (Werning e Nesbitt, 2016).